# Helina argentina
Helina argentina är en tvåvingeart som beskrevs av John Otterbein Snyder 1957. Helina argentina ingår i släktet Helina och familjen husflugor. Inga underarter finns listade i Catalogue of Life.